# اسمیت‌تاون (کارولینای شمالی)
اسمیت‌تاون (به انگلیسی: Smithtown) یک منطقهٔ مسکونی در ایالات متحده آمریکا است که در شهرستان یادکین، کارولینای شمالی واقع شده‌است.